# Der Zinsgroschen (Masaccio)
Das Fresko mit der Darstellung des Zinsgroschen-Wunders ist Bestandteil des Freskenzyklus in der Brancacci-Kapelle in der Kirche Santa Maria del Carmine in Florenz. Es wurde zwischen 1425 und 1428 von Masaccio – möglicherweise unter Beteiligung seines Kollegen Masolino – gemalt.

## Entstehungsgeschichte

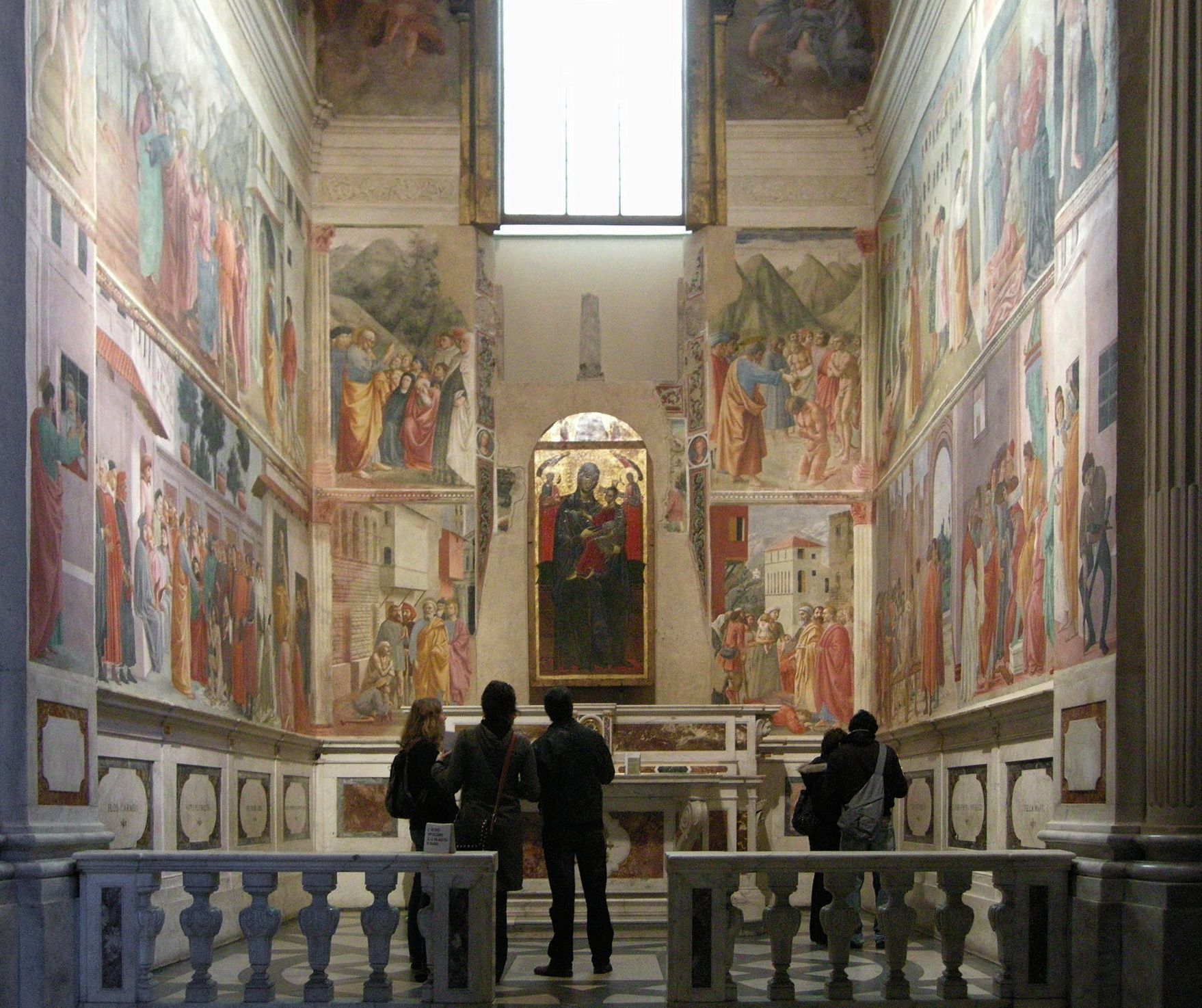
Brancacci-Kapelle

Die Fresken in der Brancacci-Kapelle wurden von Felice Brancacci gestiftet, einem wohlhabenden Kaufmann und Politiker und Gegner der Medici. Masolino begann 1424 mit den Fresken der obersten Zone, er bemalte die Decke und die Lünetten der Kapelle. Diese Fresken sind heute zerstört. Ihm schloss sich ab 1425 Masaccio an, er führte die Wandbilder der oberen Zone aus. Masolino verließ Florenz im Sommer 1425, so dass Masaccio ab diesem Zeitpunkt allein arbeitete. Er verließ Florenz 1428 nach Rom und starb dort noch im selben Jahr, die Kapelle war zu diesem Zeitpunkt nicht fertiggestellt. Der Auftraggeber, Felice Brancacci, fiel 1436 bei den Medici in Ungnade und wurde verbannt. Die Ausmalung der Kapelle ruhte fortan bis 1481. Erst dann führte Filippino Lippi die fehlenden drei Fresken bis 1485 aus. Möglicherweise hatten die Nachkommen des Felice Brancacci seine Rehabilitation erwirkt, wodurch die Arbeit an der Kapelle wieder aufgenommen werden konnte. Das Fresko, wie auch die anderen der Kapelle, überstand den Brand der Kirche 1771 unbeschadet.

## Geschichtlicher Hintergrund
Für die Motivation des Stifters ausgerechnet zu dieser – in Italien selten dargestellten – Szene nimmt die Literatur an, Brancacci habe sich mit diesem Bild politisch äußern wollen. Florenz führte zu dieser Zeit einen sehr kostspieligen Krieg gegen Mailand und war auf zusätzliche Einnahmen durch die Erhebung neuer Steuern angewiesen. Aus diesem Grund plante die Kommune die Einführung eines Grundbuches, in dem die Besitztümer genauestens katalogisiert werden sollten, was auf Widerstand insbesondere der wohlhabenden Schichten stieß. Brancacci stellte sich, obwohl selbst reich, mit dieser Darstellung gegen sie und ergriff Partei für die Einführung. Das Bild kann als Hinweis auf die Pflicht jedes einzelnen Bürgers nach Entrichtung der dem Staat zustehenden Gelder gesehen werden. Das Grundbuch wurde 1427 eingeführt.

## Die Darstellung
Die dargestellte Szene stammt aus der Bibel, Matthäus 17,27–27 : „Als sie nach Kapernaum kamen, traten zu Petrus, die den Tempelgroschen einnehmen und sprachen: Pflegt euer Meister nicht den Tempelgroschen zu geben? Er sprach: Ja. Und als er heimkam, kam Jesus ihm zuvor und fragte: Was meinst du, Simon? Von wem nehmen die Könige auf Erden Zoll oder Steuern: von ihren Kindern oder den Fremden? Als er antwortete: Von den Fremden, sprach Jesus zu ihm: So sind die Kinder frei. Damit wir ihnen aber keinen Anstoß geben, geh hin an den See und wirf die Angel aus, und den ersten Fisch, der heraufkommt, den nimm; und wenn du sein Maul aufmachst, wirst Du ein Vierdrachmenstück finden; das nimm und gib’s ihnen für mich und dich“.
Dem Text entsprechend – mit einer leichten Abwandlung, im Gegensatz zum Text spielt die erste Szene im Freien – ist das Fresko gestaltet. Es ist nach der Bibelstelle in drei Szenen eingeteilt: das Gespräch der Gruppe mit dem Zöllner, in der Mitte des Freskos, den Fang des Fisches durch Petrus – links oben – und die Übergabe des gefundenen Geldstücks an den Zöllner – rechte Szene. Kompositorisch verwendet Masaccio eine Diagonale, von rechts nach vorne laufend.

### Das mittlere Segment

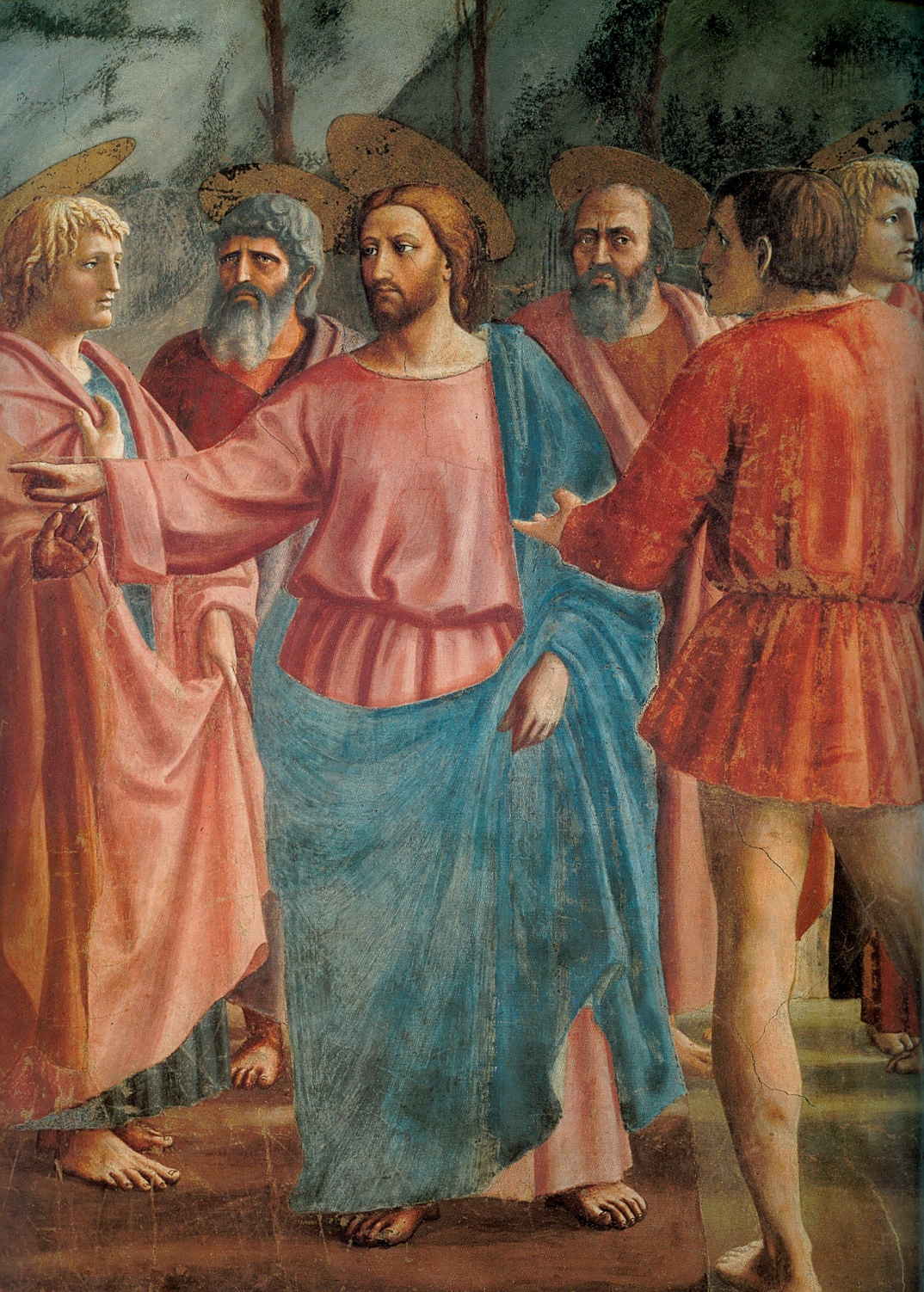
Das mittlere Segment im Detail

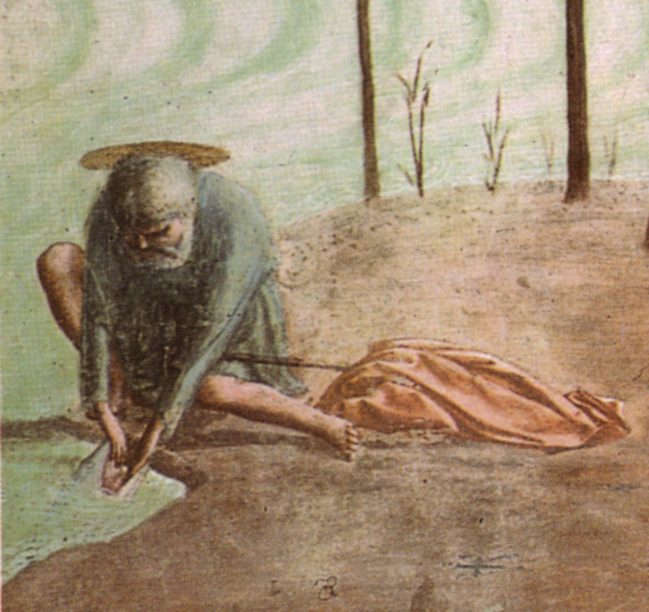
Die linke Szene im Detail

Das mittlere Segment stellt den Moment dar, in dem der Zöllner (er ist in einem roten Gewand in der Rückensicht dargestellt) an die Gruppe herantritt, seine Frage stellt und die Antworten erhält. Die Mitglieder der Gruppe sind, obschon in der Körperhaltung ruhig, in starker Emotion dargestellt. Sie sind in antike Gewänder – Tuniken und Togen – gekleidet, die Würde ihrer Darstellung erinnert an die altrömische Gravitas. Ihre Gesichtszüge zeigen Empörung und Widerwillen und stehen in starker Wechselbeziehung zueinander. In der Figur mit dem roten Mantel rechts des Zöllners hat sich Masaccio selbst dargestellt. Jesus zeigt mit der rechten Hand nach Petrus und erteilt ihm den Auftrag, dieser selbst verweist mit seiner Handbewegung auf die Szene, in der sich das Wunder ereignet. Masaccio lässt der Dynamik der Gruppenszene breiten Raum. Der Hintergrund des Bildes besteht, obschon realistisch ausgeführt, doch aus einem öde wirkenden, kaum farblich dargestellten Gebirge und einigen wenigen, nur aus Gründen der perspektivischen Darstellung eingefügten fast kahlen Bäumen. Nichts soll die Aufmerksamkeit des Betrachters vom zentralen Geschehen ablenken. Der strenge Lichteinfall von rechts, der dem physischen Kapellenfenster entspricht (Giotto hatte bereits in der Arenakapelle in Padua jene ‚natürliche‘ Lichtquelle genutzt), und der Faltenwurf der bunten Gewänder verleihen dem Bild zusätzliche Plastizität.

### Die linke Szene

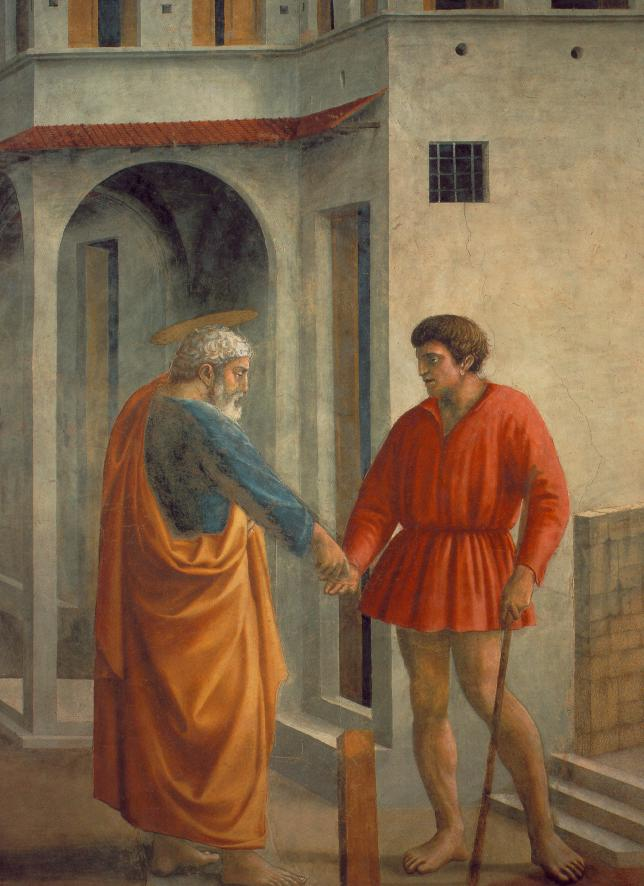
Die rechte Szene im Detail

Petrus hat seine Toga abgelegt und trägt nurmehr die Tunika. Die Szene stellt den Moment dar, in dem er im gefangenen Fisch das Geldstück findet, so wie es Jesus vorausgesagt hat.

### Die rechte Szene
Sie bildet den Abschluss der gemalten Überlieferung. Petrus zahlt dem Steuereinnehmer, an dessen Mimik man sowohl Gier als auch Selbstzufriedenheit ablesen kann, das gefundene Geldstück aus, so wie Jesus ihn angewiesen hatte. Masaccio verwendet für das Haus im Hintergrund eine zentralperspektivische Darstellung, der Fluchtpunkt der Perspektive liegt genau im Gesicht Christi.

## Bewertung
Das Bild gilt als eines der Hauptwerke Masaccios. Die Besonderheit liegt an der realistischen Darstellung sowohl der Figuren wie der gesamten Komposition als auch der natürlichen Darstellung von Meer, Gebirge und Wolken. Max Semrau meint hierzu: „Die klare und überzeugende Anordnung der Gestalten im Raume, ihre individuelle Charakteristik, das ausdrucksvolle, aber auf wenige Handelnde im Vordergrunde beschränkte Gebärdenspiel gibt der Darstellung eine ganz neue, wegweisende Kraft und Eindringlichkeit“. Es gehört, wie die anderen Fresken der Kapelle, zu den bedeutendsten und revolutionärsten Werken der italienischen Renaissance.